# Tag-Editor

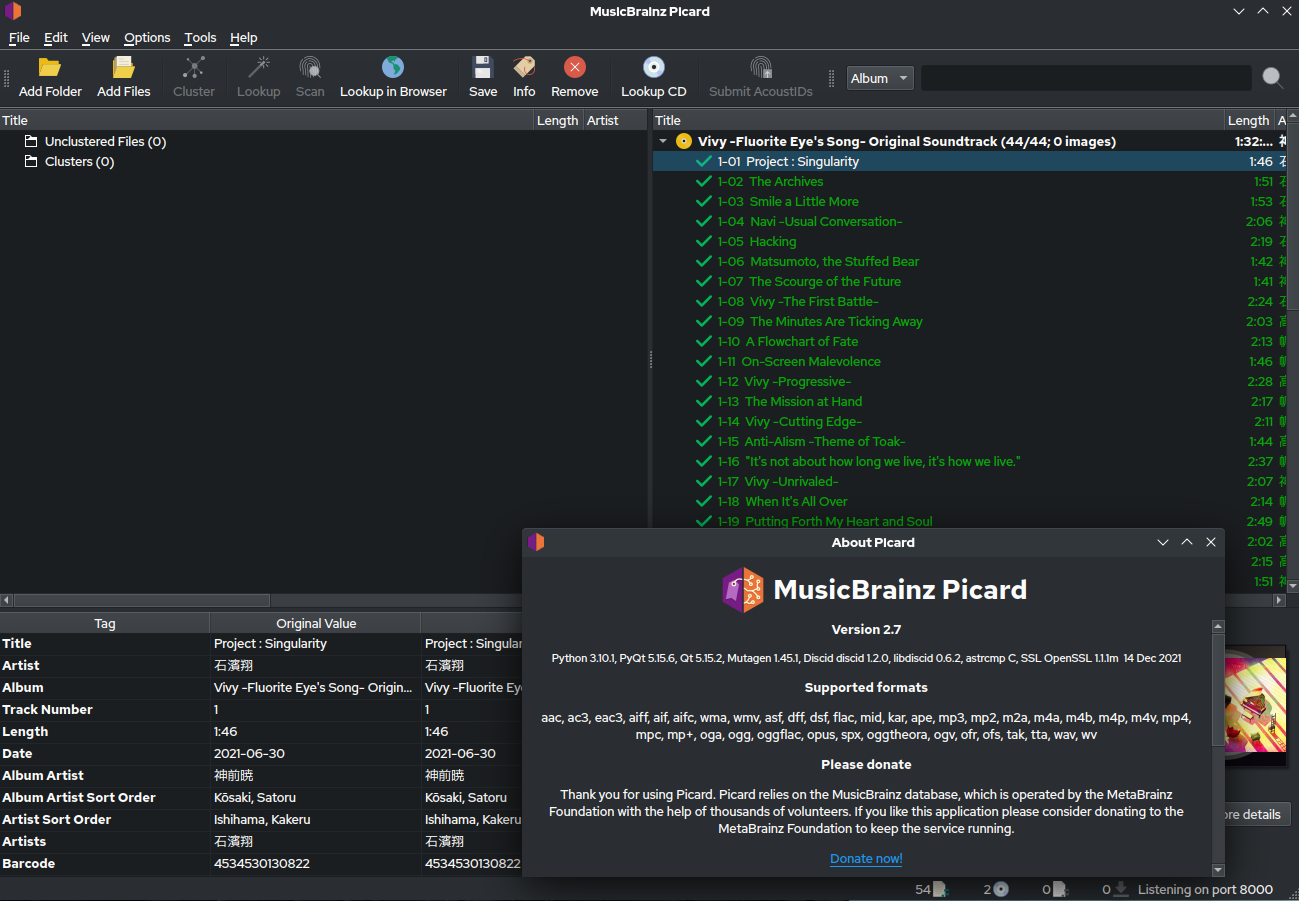
Der freie Tag-Editor MusicBrainz Picard unter Arch Linux

Ein Tag-Editor (englisch; auch Tagger genannt) ist eine Software, die in erster Linie das Editieren von Metadaten (Tags) in Multimedia-Dateiformaten erlaubt, anstatt den eigentlichen Inhalt der Datei zu verändern. Das sind hauptsächlich Tagger für die bei gängigen Audioformaten üblichen Tagging-Systeme wie ID3, MP4, APE und Vorbis comments, können aber auch Tagger für JPEG- oder TIFF-Metadaten sein.
Ein gängiges Anwendungsgebiet eines Tag-Editors ist es, die Metadaten von Multimedia-Dateien zu korrigieren und die Dateien nach dieser Ordnung im Dateisystem zu sortieren. Fortschrittliche Tagger sind plattformunabhängig und erlauben Stapelverarbeitung zur automatischen Bearbeitung mehrerer Dateien.
Viele Programme wie Mediaplayer, Audio-Applikationen und ähnliche unterstützen ebenfalls das Editieren von (Audio-)Tags. Üblicherweise werden mit dem Begriff jedoch nur reine Tag-Editor-Programme bezeichnet.
Mit dem Entstehen von Internet-Gemeinschaften wie last.fm steigt die Bedeutung von korrekten Informationen in Multimedia-Dateien. Um Benutzern das Versehen ihrer Dateien mit Informationen bzw. deren Korrektur leichter zu machen, gibt es mittlerweile ein reichhaltiges Angebot an Taggern, die diese Informationen online beziehen, zum Beispiel aus Internet-Datenbanken wie MusicBrainz.